# Wangun Jaya
Wangun Jaya is een bestuurslaag in het regentschap Bogor van de provincie West-Java, Indonesië. Wangun Jaya telt 7299 inwoners (volkstelling 2010).